# 昭和食品
株式会社昭和食品（しょうわしょくひん）は、群馬県前橋市上大島町に本社を置く日本の食品会社である。

## 概要
主に業務用の焼き鳥や冷凍食品、惣菜（肉団子など）の製造販売を行っており、特に焼き鳥の生産量は月間600万本という圧倒的シェアを誇る。また、未活用部位であった「ぼんじり」を日本で初めて焼き鳥として商品化した。串刺しの作業は機械化ができないため、従業員が手作業で行っている。
1日あたり6万本を製造するアメリカンドッグも国内生産の5%のトップシェアを誇り、「林先生が驚く初耳学!」（TBS系列）や「和風総本家」（テレビ東京系列）で取り上げられた。
関連企業のマルワは、東京都で串焼き居酒屋「黒松屋」を経営し、昭和食品自体も前橋市で焼き鳥や弁当を宅配とテイクアウトで販売する「焼鳥しょうわ」を運営するなど、外食事業にも進出している。

## 沿革
- 1967年（昭和42年） - 前橋市野中町で「昭和食品商会」として創業[2]。飲食店向けに鶏肉の卸売を手掛けていた[3]。
- 1972年（昭和47年） - 「株式会社昭和食品」として法人化[2]
- 1977年（昭和52年） - 岩手県岩手郡西根町（現・八幡平市）に東北工場完成[2]
- 1979年（昭和54年） - 前橋市上大島町に本社工場移転[2]
- 1985年（昭和60年） - 前橋市上大島町に第二工場、岩手県二戸市に県北工場完成[2]。この頃から、コンビニエンスストアへの焼き鳥の納入を開始[8]。
- 1986年（昭和61年） - 岩手県花巻市に花巻工場完成[2]
- 2006年（平成18年） - 指定管理者として「あいのやまの湯」を運営（～2014年）[2]
- 2008年（平成20年） - 群馬県渋川市に渋川工場完成[2]、中国上海市に上海愛彩食品商貿有限公司を設立[2]
- 2013年（平成25年） - 大阪府和泉市テクノステージに大阪工場完成[2]
- 2014年（平成26年） - 上海愛彩を譲渡[2]
- 2017年（平成29年） - 新工場開設のため前橋市五代町（五代南部工場団地）に23,000m2の用地取得[2]
- 2021年（令和3年） - 前橋市に「焼鳥しょうわ」を開店[5]。

## 主な商品

### 加熱加工品
- 正肉ネギ間串（タレ）[9]
- 正肉ネギ間串（塩）[9]
- 正肉ネギ間串（七味）[9]
- 30本肉串（タレ）[9]
- 若どりやきとり（タレ）[9]
- やきとり10本真空（ねぎなし）[9]
- ミニパック照焼[9]
- ローストチキン[9]
- 豚角煮[9]
- ポテト・ベーコン巻き[9]
- 豚塩カルビ[9]
- アメリカンドッグ[9]
- とり肉だんご[9]
- ミニパック肉だんご[9]
- チリソース肉だんご[9]
- 黒酢あんかけ肉だんご[9]

### 非加熱加工品

#### 通常
- もも串[10]
- ももネギ串[10]
- 砂肝串[10]
- 肝串[10]
- テール串[10]
- 手羽中串[10]
- 軟骨串[10]
- 皮串[10]

#### 変わり串
- ささみブロッコリー串[11]
- アスパラ胸肉巻き串[11]
- エリンギ串[11]
- ささみたけのこ串[11]
- アスパラ豚バラ巻き串[11]
- 豚バラしそ巻き串[11]
- トマト豚バラ巻き串[11]

#### その他
- チキンレッグ味付け[12]
- 唐揚げ業務用[12]